# Непейпиев, Руслан Алексеевич
Русла́н Алексе́евич Непейпи́ев (укр. Руслан Олексійович Непейпієв; род. 3 июня 2003, Банилов-Подгорный, Черновицкая область) — украинский футболист, полузащитник.

## Биография
Родился в Банилове-Подгорном. Непейпиев начал свою карьеру в соседней Сторожинецкой ДЮСШ, где первым тренером был Василий Гешко, а затем тренировался в системах ДЮСШ «Буковина» и львовских «Карпат».
В сентябре 2020 подписал контракт с клубом украинской Премьер-лиги львовским «Рухом», но сначала играл только в юношеском и молодёжном чемпионате Украины. За взрослую команду дебютировал в украинской Премьер-лиге 28 августа 2022 года выйдя на замену во втором тайме в проигранном выездном матче (2:0) против "Колоса. В том же году участвовал в матчах юношеской лиги УЕФА.
В сезоне 2023/24 был основным игроком команды «Рух-2», выступавшей во второй украинской лиге. В летнее межсезонье 2024 года на правах аренды перешел в состав киевского клуба «Левый берег», в их составе в первой половине сезона принял участие в 5 официальных поединках (4 матча — в УПЛ и 1 — в кубке Украины).
В марте 2025 года находился на просмотре в родной «Буковине», однако официального приглашения так и не получил.

### Сборная
В 2021 году провел 1 квалификационный матч в составе юношеской сборной Украины U-19.

## Достижения
- Победитель Премьер-лиги Украины (U-19): 2021/22, 2022/23